# Rebelión de las putas de San Julián
La rebelión de las putas de San Julián es un evento de la historia argentina ocurrido en Puerto San Julián el 17 de febrero de 1922, en el epílogo de las luchas de la Patagonia rebelde. Ese día, las prostitutas del burdel local La Catalana se negaron a atender a los soldados del Décimo Regimiento de Caballería del teniente coronel Héctor Benigno Varela, acusándolos a gritos del asesinato de obreros agrarios. Las prostitutas fueron detenidas, pero el comisario de San Julián decidió no ejecutarlas para no engrandecer su acto de resistencia, sino que optó por dejarlas ir. La rebelión de las putas de San Julián fue la única protesta pública que hubo en Argentina tras la represión masiva contra los obreros patagónicos de 1920-1922.

## Historia

### Antecedentes
En noviembre de 1920, los peones ganaderos de la provincia de Santa Cruz, sindicados en torno a la FORA, se declararon en huelga general debido a la baja calidad de vida proporcionada por los terratenientes locales, en parte debido a la caída de los precios de la lana tras el final de la Primera Guerra Mundial. Los terratenientes, argentinos y británicos, contraatacaron reprimiendo a los huelguistas con ayuda de la policía local, lo que aumentaría la dimensión de la huelga. Ante el tamaño del problema, en febrero de 1921 el entonces presidente Yrigoyen mandó a la región a negociar al teniente coronel Varela y a su Décimo Regimiento de Caballería. El resultado fue que la mayoría de las demandas de los obreros argentinos (entre las que se incluía un día más de descanso semanal, un lugar limpio y seco donde dormir y velas para alumbrarse en el oscuro invierno patagónico) fueron satisfechas.
No obstante, una vez Héctor Benigno Varela y su tropa se retiraron, los terratenientes de la región se negaron a cumplir los pactos, convirtiéndolos en papel mojado, y volvieron a reprimir a los obreros con ayuda de las autoridades. Estos respondieron volviéndose a declarar en huelga en octubre de 1921, lo que implicó que el presidente Yrigoyen volviese a mandar a Varela al Sur, con órdenes de solucionar el conflicto. Varela instauró un régimen policial en la provincia de Santa Cruz, e hizo uso indiscriminado de la violencia con el fin de acabar con el conflicto y con los trabajadores huelguistas y sus pretensiones. Sus brutales persecuciones y fusilamientos le costarían la vida a entre 1000 y 1500 obreros, mayormente de la propia región o del cercano archipiélago chileno de Chiloé. Tras el exterminio de los obreros rebeldes y el asesinato o exilio de sus principales líderes, Varela daría su misión por cumplida el 10 de enero de 1922.

### Los hechos
Una vez finalizada la represión en la Patagonia, antes de volver a Buenos Aires, en febrero de 1922, Varela decidió premiar a sus hombres pagándoles una visita a los lupanares más cercanos a su lugar de acuartelamiento. El 17 de febrero, un grupo de soldados bajo las órdenes de un suboficial, acuartelados en Puerto San Julián, comenzaron los preparativos para visitar el burdel local de La Catalana y así cobrar su recompensa.

El historiador Osvaldo Bayer relata lo que pasó a partir de ese momento de la siguiente manera:
Se reunió a los soldados, se les hizo poner en posición de descanso y se les explicó que iban a ir al prostíbulo por tandas. Un suboficial, con términos bien claros para que entendieran todos, dio detalles de cómo se debe hacer uso de una prostituta y no contagiarse una gonorrea o un chancro. 
Las cosas se organizaron bien porque previamente se mandó decir a las dueñas de los prostíbulos que a tal hora iba a ir la primera tanda de soldados para que tuvieran listas a las pupilas. En San Julián se avisó a Paulina Rovira, dueña de la casa de tolerancia “La Catalana”. 
Pero cuando la primera tanda de soldados se acercó al prostíbulo, doña Paulina Rovira salió presurosa a la calle y conversó con el suboficial. Algo pasaba, los muchachos se comenzaron a poner nerviosos. El suboficial les vendrá a explicar: algo insólito, las cinco putas del quilombo se niegan. Y la dueña afirma que no las puede obligar. El suboficial y los conscriptos lo toman como un insulto, una agachada para con los uniformes de la Patria. Además, la verdad es que andan alzados. Conversan entre ellos y se animan. Todos, en patota, tratan de meterse en el lupanar. Pero de ahí salen las cinco pupilas con escobas y palos y los enfrentan al grito de “¡asesinos! ¡porquerías!”, “¡con asesinos no nos acostamos!”

La palabra asesinos deja helados a los soldados que aunque hacen gestos de sacar la charrasca, retroceden ante la decisión del mujerío que reparte palos como enloquecido. El alboroto es grande. Los soldados pierden la batalla y se quedan en la vereda de enfrente. Las pupilas desde la puerta de entrada no les mezquinan insultos. Además de “asesinos y porquerías” les dicen “cabrones malparidos” y —según el posterior protocolo policial— “también otros insultos obscenos propios de mujerzuelas”.
Un atestado policial de la época recogió algunos de los datos de las cinco prostitutas rebeldes. Estas eran, a saber: Consuelo García, 29 años, argentina, soltera, profesión: pupila del prostíbulo La Catalana; Ángela Fortunato, 31 años, argentina, casada, modista, pupila del prostíbulo; Amalia Rodríguez, 26 años, argentina, soltera, pupila del prostíbulo; María Juliache, española, 28 años, soltera, siete años de residencia en el país, pupila del prostíbulo; y Maud Foster, inglesa, 31 años, soltera, con diez años de residencia en el país, de buena familia, pupila del prostíbulo.

### Consecuencias
Las cinco prostitutas de La Catalana, así como los músicos del burdel, serían prestamente arrestados tras el acto de rebeldía. Los músicos serían puestos en libertad de inmediato al llegar a comisaría, al declarar que condenaban la rebelión, mientras las meretrices son metidas en un calabozo. Según Romina Behrens, investigadora de la UNPA, en la cárcel las putas fueron hostigadas con vejámenes tales como el de mojarlas y dejarlas expuestas a la intemperie con la ropa puesta.  El documentalista Pablo Walker, por otro lado, afirma que no hay pruebas de tales torturas y vejaciones, ni queda constancia en la memoria colectiva del pueblo de San Julián. El comisario de San Julián pidió, tras el encarcelamiento de las putas, consejo al teniente primero a cargo de la guarnición militar local, para dirimir el destino de las rebeldes. Este militar no quería más escándalos, ni que el acto pasase a mayores, por lo que las prostitutas fueron finalmente puestas en libertad. Tras su liberación, las putas serían expulsadas de Puerto San Julián, siendo la única que volvería a posteriori Maud Foster, tras trabajar durante un tiempo en un prostíbulo en Cañadón León (actual Gobernador Gregores). Foster moriría en Puerto San Julián en 1968, formando hoy su tumba parte del circuito histórico y del patrimonio de la localidad.
Del resto de meretrices, se desconoce su destino tras su expulsión de San Julián. Se sabe, por un expediente del 20 de septiembre de 1923, que Paulina Rovira, madama de La Catalana seguía viviendo en Puerto San Julián en esta fecha.
Por su parte, Héctor Benigno Varela, como responsable principal del asesinato indiscriminado de obreros de la Patagonia rebelde, fue ejecutado en represalia el 27 de enero de 1923 por el anarquista Kurt Gustav Wilckens. Wilckens sería, a su vez, asesinado en la cárcel por Jorge Ernesto Pérez Millán Temperley, un pariente de Varela. Este último, finalmente, sería liquidado por Esteban Lucich a instancias del anarquista Germán Boris Vladimirovich.

## Descubrimiento de la rebelión, repercusión y homenajes
El historiador Osvaldo Bayer descubriría la historia de las putas de San Julián y la incluiría en el tomo dos de su monumental investigación La Patagonia rebelde (1972). El documento original en el que Bayer encontró primeramente la historia se perdió en algún momento entre 1972 y 2022. Bayer también contaría posteriormente la historia de las putas en un coloquio público en la Universidad de Tréveris.
La rebelión de las putas de San Julián ha sido descrita como un ejemplo temprano de lucha feminista en Argentina. Según Bayer y el documentalista Pablo Walker, el ejército argentino presionó con éxito al tercer peronismo para que el episodio de la Rebelión de las Putas fuese omitido de la película de 1974 La Patagonia rebelde.
En 2013 se estrenó en el Teatro Nacional Cervantes Las putas de San Julián, una obra de teatro conmmemorativa de las mismas, dirigida por Rubén Mosquera. Esta obra se representaría en dicho teatro a lo largo de la temporada 2013-2014, y de manera itinerante en 2021 en varias localidad de la provincia de Santa Cruz. Hasta su fallecimiento en 2018, dicha obra contaría entre sus figurantes al mismo Osvaldo Bayer, estando presentes en su primera representación miembros del sindicato argentino de prostitutas AMMAR; las cuales también asesoraron al director a petición del propio Bayer. En 2015, el Quinteto Negro La Boca, una agrupación de tango, presentaría su disco Tangos Libertarios, en una de cuyas canciones (Las Putas de San Julián) también homenajean a las susodichas.
El 17 de febrero de 2022, como conmemoración a cien años del episodio, la Comisión Las Pxtas de San Julián -un colectivo de militantes, organizaciones y áreas del Gobierno de Santa Cruz y de la municipalidad de San Julián- rindió homenaje a las putas rebeldes en Puerto San Julián realizando una serie de eventos a lo largo de varios días con el fin de conmemorar el acto de resistencia.